# Adeona japonica
Adeona japonica är en mossdjursart som först beskrevs av Ortmann 1890.  Adeona japonica ingår i släktet Adeona och familjen Adeonidae. Inga underarter finns listade i Catalogue of Life.